# Erythropterus kochi
Erythropterus kochi là một loài bọ cánh cứng trong họ Cerambycidae.